# As-Sadis min Uktubar (guvernement)

Lägeskarta

Guvernementet 6 oktober (arabiska:  السادس من أكتوبر  as-Sādis min Uktūbar) var, från april 2008 till april 2011, ett av Egyptens muhāfazāt (guvernement). Den 14 april 2011 upplöste statsminister Essam Sharaf 6:e oktober-guvernementet och det blev åter en del av Gizaguvernementet.

## Geografi
Guvernementets officiella yta var inte fastställd, befolkningen uppgick till cirka 2,6 miljoner invånare.
Området omfattade främst Kairos västra förorter och gränsade mot guvernementen al-Minufiyya och Beheira i norr, västerut mot Beheira, Mersa Matruh och al-Qalyubiyya, söderut mot Faijum och Beni Suef och österut mot Giza och Helwan.

## Förvaltning
Guvernementets ISO 3166-2 kod var EG-SO och huvudort var 6 oktober-staden.
Området skapades 2008 tillsammans med guvernement Helwan efter ett presidentdekret och skulle avlasta Kairo och Giza som har stora befolkningar.